# Hasán Hajdoš
Hasán Khalid Hasán Hajdoš (arabsky: حسن خالد حسن الهيدوس), (* 11. prosince 1990) je katarský profesionální fotbalista, který hraje na pozici útočníka za katarský klub Al-Sadd a katarský národní tým.

## Klubová kariéra
Hajdoš začal hrát fotbal za Al-Sadd ve věku osmi let, v sedmnácti letech se dostal do prvního týmu. Podporoval jej záložník Rašíd Kuwarí.
Byl jedním z hráčů, kteří v roce 2011 v Lize mistrů AFC zahrávali pokutový kop v penaltovém rozstřelu proti Čonbuku. Skóroval poté, co se míč odrazil od břevna. Vítězství zajistilo klubu místo na Mistrovství světa klubů. V zápase o třetí místo mezi Al-Saddem a Kašiwou Reysol byl znovu vybrán k jednomu z pokutových kopů poté, co zápas skončil 0:0. Penaltový rozstřel vyhrál Al-Sadd 5:3.
V roce 2014 byl zvolen nejlepším katarským hráčem v anketě, kterou pořádal Chalífův mezinárodní stadion v Dauhá, kde obdržel 58 ze 104 hlasů od analytiků, trenérů a administrátorů.

## Reprezentační kariéra
Hajdoš debutoval za katarský olympijský tým v roce 2007, když přišel z lavičky a vstřelil pozdní gól proti Japonsku v kvalifikaci na letní olympijské hry 2008. Jeho tým uhájil vítězství 2:1. Objevil se v dalších dvou zápasech, proti Saúdské Arábii a proti Vietnamu, kde dokonce vstřelil gól. V obou případech nastupoval ve druhém poločase jako náhradník. Hrál také velkou roli v kvalifikaci na letní olympijské hry 2012 jako kapitán, vstřelil gól v předkole proti Indii. Hrál všechny zápasy ve skupinové fázi, vstřelil gól proti Ománu a skóroval také proti Saúdské Arábii.
Hajdoš debutoval za katarský národní fotbalový tým v kvalifikačním zápase na Mistrovství světa ve fotbale 2010 proti Bahrajnu dne 10. září 2008. Od té doby odehrál za národní tým 172 zápasů a vstřelil 36 gólů (k únoru 2023), což z něj činí nejvytěžovanějšího katarského fotbalistu všech dob a čtvrtého nejlepšího střelce vedle Muhammada Sálima Enázího.

## Kariérní statistiky

### Klubové
Statistiky k 7. únoru 2023.
| Klub    | Sezóna  | Liga   | Liga   | Liga | Pohár  | Pohár | Ligový pohár | Ligový pohár | Kontinentální | Kontinentální | Celkově | Celkově |
| Klub    | Sezóna  | Divize | Zápasy | Góly | Zápasy | Góly  | Zápasy       | Góly         | Apps          | Góly          | Zápasy  | Góly    |
| ------- | ------- | ------ | ------ | ---- | ------ | ----- | ------------ | ------------ | ------------- | ------------- | ------- | ------- |
| Al-Sadd | 2006/07 | QSL    | 8      | 0    | 2      | 0     | 0            | 0            | 0             | 0             | 10      | 0       |
| Al-Sadd | 2007/08 | QSL    | 16     | 2    | 2      | 0     | 0            | 0            | 1             | 0             | 19      | 2       |
| Al-Sadd | 2008/09 | QSL    | 15     | 2    | 2      | 0     | 1            | 1            | 2             | 0             | 20      | 3       |
| Al-Sadd | 2009/10 | QSL    | 15     | 6    | 1      | 1     | 2            | 2            | 5             | 0             | 23      | 9       |
| Al-Sadd | 2010/11 | QSL    | 18     | 1    | 1      | 0     | 1            | 1            | 14            | 1             | 34      | 3       |
| Al-Sadd | 2011/12 | QSL    | 13     | 2    | 2      | 0     | 1            | 0            | 0             | 0             | 16      | 2       |
| Al-Sadd | 2012/13 | QSL    | 22     | 5    | 5      | 1     | 1            | 0            | 0             | 0             | 28      | 6       |
| Al-Sadd | 2013/14 | QSL    | 24     | 5    | 4      | 2     | 5            | 1            | 9             | 0             | 42      | 8       |
| Al-Sadd | 2014/15 | QSL    | 23     | 11   | 4      | 3     | 1            | 0            | 10            | 3             | 38      | 17      |
| Al-Sadd | 2015/16 | QSL    | 25     | 12   | 4      | 4     | 1            | 0            | 1             | 0             | 31      | 16      |
| Al-Sadd | 2016/17 | QSL    | 19     | 7    | 5      | 3     | 0            | 0            | 1             | 0             | 25      | 10      |
| Al-Sadd | 2017/18 | QSL    | 21     | 12   | 4      | 1     | 1            | 0            | 10            | 0             | 36      | 13      |
| Al-Sadd | 2018/19 | QSL    | 20     | 10   | 3      | 0     | 0            | 0            | 11            | 2             | 34      | 12      |
| Al-Sadd | 2019/20 | QSL    | 18     | 8    | 2      | 0     | 1            | 0            | 9             | 4             | 30      | 12      |
| Al-Sadd | 2020/21 | QSL    | 18     | 2    | 2      | 0     | 2            | 0            | 6             | 1             | 28      | 3       |
| Al-Sadd | 2021/22 | QSL    | 19     | 7    | 1      | 0     | 0            | 0            | 6             | 1             | 26      | 8       |
| Al-Sadd | 2022/23 | QSL    | 3      | 1    | 0      | 0     | 0            | 0            | 0             | 0             | 3       | 1       |

### Reprezentační
Platí k 25. listopadu 2022.
| Katar   | Katar  | Katar |
| Rok     | Zápasy | Góly  |
| ------- | ------ | ----- |
| 2008    | 5      | 0     |
| 2009    | 11     | 0     |
| 2010    | 4      | 0     |
| 2011    | 3      | 0     |
| 2012    | 8      | 0     |
| 2013    | 19     | 1     |
| 2014    | 14     | 2     |
| 2015    | 13     | 6     |
| 2016    | 11     | 5     |
| 2017    | 17     | 6     |
| 2018    | 12     | 4     |
| 2019    | 20     | 3     |
| 2020    | 4      | 1     |
| 2021    | 22     | 5     |
| 2022    | 9      | 3     |
| Celkově | 172    | 36    |

### Reprezentační góly
Skóre a výsledky Kataru jsou vždy zapsány jako první.
| Gól | Datum              | Místo                                                         | Soupeř                  | Skóre | Výsledek | Soutěž                                           |
| --- | ------------------ | ------------------------------------------------------------- | ----------------------- | ----- | -------- | ------------------------------------------------ |
| —   | 30. prosince 2008  | Thani bin Jassim Stadium, Al Raján, Katar                     | Libye                   | 3–1   | 5–2      | Neoficiální přátelský zápas                      |
| 1.  | 13. října 2013     | Thani bin Jassim Stadium, Al Raján, Katar                     | Jemen                   | 2–0   | 6–0      | Kvalifikace na Mistrovství Asie ve fotbale 2015  |
| 2.  | 6. října 2014      | Abdullah bin Khalifa Stadium, Dauhá, Katar                    | Uzbekistán              | 2–0   | 3–0      | Přátelský zápas                                  |
| 3.  | 23. listopadu 2014 | King Fahd International Stadium, Rijád, Saúdská Arábie        | Omán                    | 1–1   | 3–1      | 22. arabský Gulf Cup                             |
| 4.  | 19. ledna 2015     | Olympijský stadion Australia, Sydney, Austrálie               | Bahrajn                 | 1–1   | 1–2      | Mistrovství Asie ve fotbale 2015                 |
| 5.  | 28. srpna 2015     | Jassim Bin Hamad Stadium, Dauhá, Katar                        | Singapur                | 3–0   | 4–0      | Přátelský zápas                                  |
| 6.  | 3. září 2015       | Jassim Bin Hamad Stadium, Dauhá, Katar                        | Bhútán                  | 4–0   | 15–0     | Kvalifikace na Mistrovství světa ve fotbale 2018 |
| 7.  | 3. září 2015       | Jassim Bin Hamad Stadium, Dauhá, Katar                        | Bhútán                  | 15–0  | 15–0     | Kvalifikace na Mistrovství světa ve fotbale 2018 |
| 8.  | 17. listopadu 2015 | Changlimithang Stadium, Thimbú, Bhútán                        | Bhútán                  | 2–0   | 3–0      | Kvalifikace na Mistrovství světa ve fotbale 2018 |
| 9.  | 17. listopadu 2015 | Changlimithang Stadium, Thimbú, Bhútán                        | Bhútán                  | 3–0   | 3–0      | Kvalifikace na Mistrovství světa ve fotbale 2018 |
| 10. | 24. března 2016    | Jassim Bin Hamad Stadium, Dauhá, Katar                        | Hongkong                | 1–0   | 2–0      | Kvalifikace na Mistrovství světa ve fotbale 2018 |
| 11. | 25. srpna 2016     | Jassim Bin Hamad Stadium, Dauhá, Katar                        | Thajsko                 | 1–0   | 3–0      | Přátelský zápas                                  |
| 12. | 25. srpna 2016     | Jassim Bin Hamad Stadium, Dauhá, Katar                        | Thajsko                 | 3–0   | 3–0      | Přátelský zápas                                  |
| 13. | 6. října 2016      | Suwon World Cup Stadium, Suwon, Jižní Korea                   | Jižní Korea             | 1–1   | 2–3      | Kvalifikace na Mistrovství světa ve fotbale 2018 |
| 14. | 11. října 2016     | Jassim Bin Hamad Stadium, Dauhá, Katar                        | Sýrie                   | 1–0   | 1–0      | Kvalifikace na Mistrovství světa ve fotbale 2018 |
| 15. | 14. června 2017    | Jassim Bin Hamad Stadium, Dauhá, Katar                        | Jižní Korea             | 1–0   | 3–2      | Kvalifikace na Mistrovství světa ve fotbale 2018 |
| 16. | 14. června 2017    | Jassim Bin Hamad Stadium, Dauhá, Katar                        | Jižní Korea             | 3–2   | 3–2      | Kvalifikace na Mistrovství světa ve fotbale 2018 |
| 17. | 23. srpna 2017     | Jassim Bin Hamad Stadium, Dauhá, Katar                        | Turkmenistán            | 1–0   | 2–1      | Přátelský zápas                                  |
| 18. | 23. srpna 2017     | Jassim Bin Hamad Stadium, Dauhá, Katar                        | Turkmenistán            | 2–0   | 2–1      | Přátelský zápas                                  |
| 19. | 10. října 2017     | Jassim Bin Hamad Stadium, Dauhá, Katar                        | Curaçao                 | 1–0   | 1–2      | Přátelský zápas                                  |
| 20. | 29. prosince 2017  | Jaber Al-Ahmad International Stadium, Kuvajt, Kuvajt          | Bahrajn                 | 1–0   | 1–1      | 23. arabský Gulf Cup                             |
| 21. | 11. září 2018      | Chalífův mezinárodní stadion, Dauhá, Katar                    | Palestina               | 3–0   | 3–0      | Přátelský zápas                                  |
| 22. | 12. října 2018     | Jassim Bin Hamad Stadium, Dauhá, Katar                        | Ekvádor                 | 3–0   | 4–3      | Přátelský zápas                                  |
| 23. | 19. listopadu 2018 | Kehrwegstadion, Eupen, Belgie                                 | Island                  | 1–0   | 2–2      | Přátelský zápas                                  |
| 24. | 31. prosince 2018  | Chalífův mezinárodní stadion, Dauhá, Katar                    | Írán                    | 1–1   | 1–2      | Přátelský zápas                                  |
| 25. | 29. ledna 2019     | Mohammed Bin Zayed Stadium, Abú Zabí, Spojené arabské emiráty | Spojené arabské emiráty | 3–0   | 4–0      | Mistrovství Asie ve fotbale 2019                 |
| 26. | 5. září 2019       | Jassim Bin Hamad Stadium, Dauhá, Katar                        | Afghánistán             | 3–0   | 6–0      | Kvalifikace na Mistrovství světa ve fotbale 2022 |
| 27. | 2. prosince 2019   | Chalífův mezinárodní stadion, Dauhá, Katar                    | Spojené arabské emiráty | 3–1   | 4–2      | 24. arabský Gulf Cup                             |
| 28. | 13. listopadu 2020 | BSFZ-Arena, Maria Enzersdorf, Rakousko                        | Kostarika               | 1–0   | 1–1      | Přátelský zápas                                  |
| 29. | 27. března 2021    | Nagyerdei Stadion, Debrecín, Maďarsko                         | Ázerbájdžán             | 1–1   | 2–1      | Přátelský zápas                                  |
| 30. | 27. března 2021    | Nagyerdei Stadion, Debrecín, Maďarsko                         | Ázerbájdžán             | 2–1   | 2–1      | Přátelský zápas                                  |
| 31. | 7. června 2021     | Jassim Bin Hamad Stadium, Dauhá, Katar                        | Omán                    | 1–0   | 1–0      | Kvalifikace na Mistrovství světa ve fotbale 2022 |
| 32. | 13. července 2021  | BBVA Stadium, Houston, USA                                    | Panama                  | 3–2   | 3–3      | Zlatý pohár CONCACAF 2021                        |
| 33. | 6. prosince 2021   | Stadion Bajt, Al Chúr, Katar                                  | Irák                    | 3–0   | 3–0      | Arabský pohár FIFA 2021                          |
| 34. | 27. září 2022      | Franz Horr Stadium, Vídeň, Rakousko                           | Chile                   | 2–1   | 2–2      | Přátelský zápas                                  |
| 35. | 23. října 2022     | La Rosaleda Stadium, Málaga, Španělsko                        | Guatemala               | 1–0   | 2–0      | Přátelský zápas                                  |
| 36. | 23. října 2022     | La Rosaleda Stadium, Málaga, Španělsko                        | Guatemala               | 2–0   | 2–0      | Přátelský zápas                                  |